# Юнацька збірна Куби з футболу (U-17)
Юнацька збірна Куби з футболу (U-17) — національна футбольна збірна Куби, що складається із гравців віком до 17 років. Керівництво командою здійснює Федерація Футболу Куби.
Головним континентальним турніром для команди є Юнацький чемпіонат КОНКАКАФ з футболу (U-17), успішний виступ на якому дозволяє отримати путівку на Чемпіонат світу (U-17). Також може брати участь у товариських і регіональних змаганнях. Протягом 1980-х років також функціонувала й у форматі U-16.

## Юнацький чемпіонат світу (U-16/17)
| Рік     | Раунд                  | Місце                  | І                      | В                      | Н                      | П                      | Г+                     | Г-                     |
| ------- | ---------------------- | ---------------------- | ---------------------- | ---------------------- | ---------------------- | ---------------------- | ---------------------- | ---------------------- |
| 1985    | відмовилися від участі | відмовилися від участі | відмовилися від участі | відмовилися від участі | відмовилися від участі | відмовилися від участі | відмовилися від участі | відмовилися від участі |
| 1987    | відмовилися від участі | відмовилися від участі | відмовилися від участі | відмовилися від участі | відмовилися від участі | відмовилися від участі | відмовилися від участі | відмовилися від участі |
| 1989    | груповий етап          | 15-е                   | 3                      | 0                      | 1                      | 2                      | 2                      | 8                      |
| 1991    | груповий етап          | 16-е                   | 3                      | 0                      | 0                      | 3                      | 3                      | 10                     |
| 1993    | не кваліфікувалася     | не кваліфікувалася     | не кваліфікувалася     | не кваліфікувалася     | не кваліфікувалася     | не кваліфікувалася     | не кваліфікувалася     | не кваліфікувалася     |
| 1995    | не кваліфікувалася     | не кваліфікувалася     | не кваліфікувалася     | не кваліфікувалася     | не кваліфікувалася     | не кваліфікувалася     | не кваліфікувалася     | не кваліфікувалася     |
| 1997    | не кваліфікувалася     | не кваліфікувалася     | не кваліфікувалася     | не кваліфікувалася     | не кваліфікувалася     | не кваліфікувалася     | не кваліфікувалася     | не кваліфікувалася     |
| 1999    | не кваліфікувалася     | не кваліфікувалася     | не кваліфікувалася     | не кваліфікувалася     | не кваліфікувалася     | не кваліфікувалася     | не кваліфікувалася     | не кваліфікувалася     |
| 2001    | не кваліфікувалася     | не кваліфікувалася     | не кваліфікувалася     | не кваліфікувалася     | не кваліфікувалася     | не кваліфікувалася     | не кваліфікувалася     | не кваліфікувалася     |
| 2003    | не кваліфікувалася     | не кваліфікувалася     | не кваліфікувалася     | не кваліфікувалася     | не кваліфікувалася     | не кваліфікувалася     | не кваліфікувалася     | не кваліфікувалася     |
| 2005    | не кваліфікувалася     | не кваліфікувалася     | не кваліфікувалася     | не кваліфікувалася     | не кваліфікувалася     | не кваліфікувалася     | не кваліфікувалася     | не кваліфікувалася     |
| 2007    | не кваліфікувалася     | не кваліфікувалася     | не кваліфікувалася     | не кваліфікувалася     | не кваліфікувалася     | не кваліфікувалася     | не кваліфікувалася     | не кваліфікувалася     |
| 2009    | не кваліфікувалася     | не кваліфікувалася     | не кваліфікувалася     | не кваліфікувалася     | не кваліфікувалася     | не кваліфікувалася     | не кваліфікувалася     | не кваліфікувалася     |
| 2011    | не кваліфікувалася     | не кваліфікувалася     | не кваліфікувалася     | не кваліфікувалася     | не кваліфікувалася     | не кваліфікувалася     | не кваліфікувалася     | не кваліфікувалася     |
| 2013    | не кваліфікувалася     | не кваліфікувалася     | не кваліфікувалася     | не кваліфікувалася     | не кваліфікувалася     | не кваліфікувалася     | не кваліфікувалася     | не кваліфікувалася     |
| 2015    | не кваліфікувалася     | не кваліфікувалася     | не кваліфікувалася     | не кваліфікувалася     | не кваліфікувалася     | не кваліфікувалася     | не кваліфікувалася     | не кваліфікувалася     |
| 2017    | не кваліфікувалася     | не кваліфікувалася     | не кваліфікувалася     | не кваліфікувалася     | не кваліфікувалася     | не кваліфікувалася     | не кваліфікувалася     | не кваліфікувалася     |
| 2019    | не брала участь        | не брала участь        | не брала участь        | не брала участь        | не брала участь        | не брала участь        | не брала участь        | не брала участь        |
| 2021    | не визначено           | не визначено           | не визначено           | не визначено           | не визначено           | не визначено           | не визначено           | не визначено           |
| Усього: | 2/19                   | груповий етап          | 6                      | 0                      | 1                      | 5                      | 5                      | 18                     |